# قطار الحرمين السريع
قطار الحرمين السريع خط سكة حديدية كهربائي في السعودية، يربط بين منطقتي مكة المكرمة والمدينة المنورة خلال 120 دقيقة فقط مرورًا بمحافظة جدة، ومدينة الملك عبدالله الاقتصادية بطول 450 كم، وبطاقة استيعابية تبلغ 60 مليون مسافر سنويًا، وسرعة تشغيلية تصل إلى 300 كلم/ساعة، وتكلفة إجمالية 63 مليار ريال سعودي، ويُعد أسرع قطار في الشرق الأوسط وشمال أفريقيا. يتكون المشروع من 35 قطارًا، وكل قطار يحتوي على 13 عربة تبلغ سعة كل قطار 417 مقعدًا، وله خمس محطات: محطتان في مكة والمدينة، ومحطة في مدينة الملك عبد الله الاقتصادية، ومحطة في مطار الملك عبدالعزيز الدولي بجدة، وأخرى في وسط محافظة جدة. افتتح المشروع بالتزامن مع اليوم الوطني السعودي في 25 سبتمبر 2018، بحضور العاهل السعودي الملك سلمان بن عبدالعزيز.
بدأت أعمال بناء المشروع في 2009، وكان من المخطط أن يُفتتح في عام 2012، إلا أنه تأخّر اكتمال المشروع، كما جرى إرجاء تشغيله مرتين، وتغيير المواعيد التي حددها المسؤولين لانطلاقته، حتى أعلنت إمارة منطقة مكة المكرمة عن الموعد النهائي للتشغيل التجاري، وانطلقت أول رحلة تجارية للقطار في 11 أكتوبر 2018 من المدينة المنورة إلى جدة.
ويعد مشروع قطار الحرمين السريع الأضخم في منظومة النقل العام، وأحد خطط الدولة السعودية لتوسعة النقل عبر الخطوط الحديدية، لمواكبة تنامي أعداد الحجاج والمعتمرين، ولتخفيف الضغط على الطرق بين مكة وجدة والمدينة، عطفا على أنه وسيلة توفر النقل الآمن والسريع.

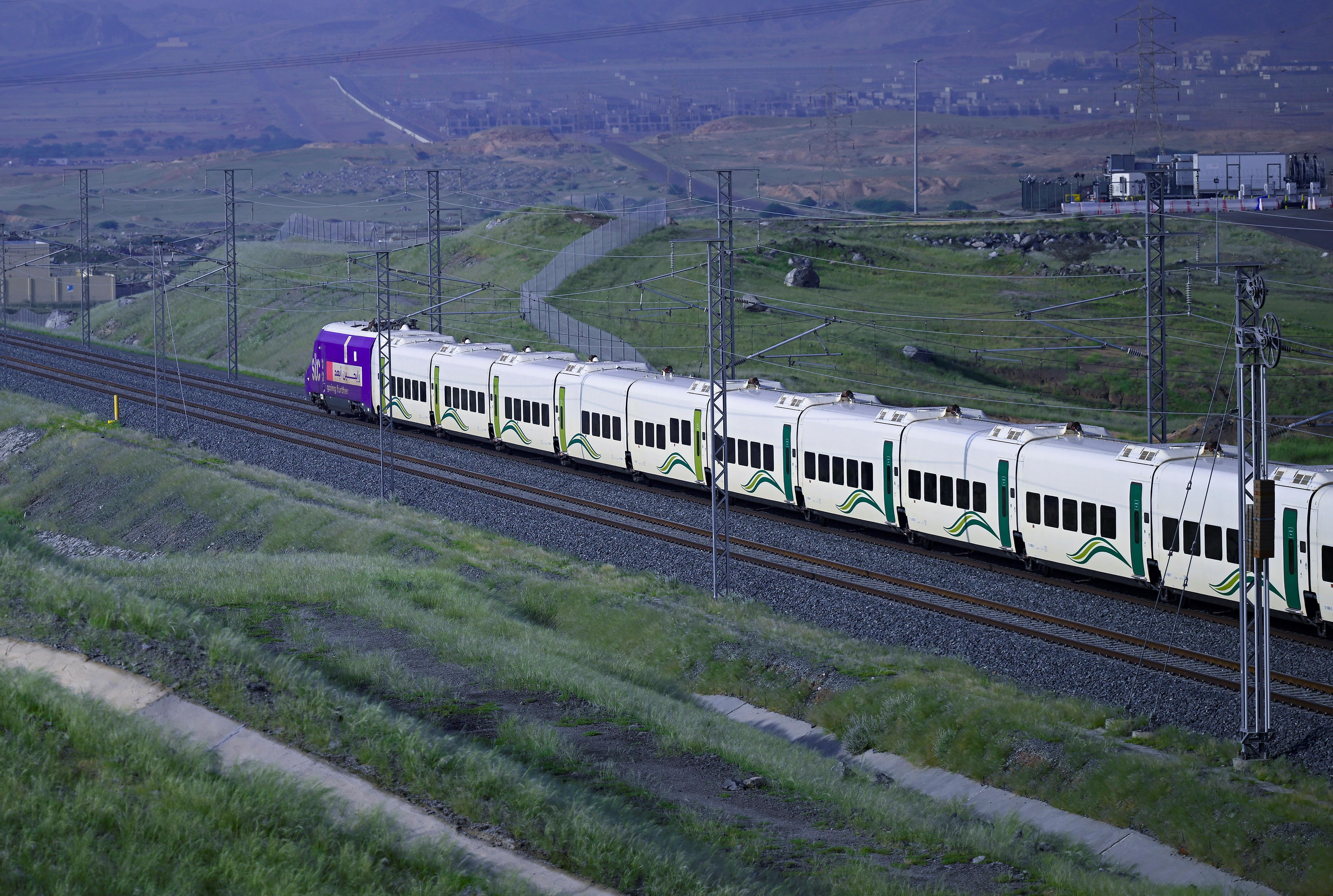

## خلفية
هو مشروع حكومي من تمويل صندوق الاستثمارات العامة، يهدف إلى تيسير وتسهيل التنقل بين العاصمتين المقدستين، وتوسيع شبكة الخطوط الحديدية في السعودية وأحد أمثلة ركائز رؤية السعودية 2030 التي تسعى لتقدم ترتيب المملكة في مؤشر أداء الخدمات اللوجستية. ويأتي بالتزامن خطة التنمية التي أطلقتها الدولة على عدد من الأصعدة ومنها مجال النقل العام. وباعتباره أحد المشاريع الهامة التي تسهم في عملية النمو الاقتصادي، ويساعد في إيجاد فرص استثمارية متنوعة، ويوفر وظائف للجنسين، فقد حظي بدعم لا محدود لإنجازه وفق المعايير العالمية.

## التنفيذ
نُفذ المشروع على ثلاث مراحل، الأولى وتشمل جزئين وهما: الأعمال المدنية وبناء محطات الركاب بمشاركة تحالف الشركات الوطنية والدولية، بتكلفة إجمالية تتجاوز 63 مليار ريال سعودي، إضافة إلى إنشاء الجسور وعبّارات تصريف مياه الأمطار والسيول. وتمت إزاحة 150 مليون متر مكعب من الرمال والصخور لإنشاء المسار، و 63 مليون متر مكعب من القطع صخري والردم. وفي المرحلة الثانية بنيت 4 محطات، إضافة إلى محطة خامسة في مطار الملك عبد العزيز الدولي من قبل الهيئة العامة للطيران المدني ضمن مشروع تطوير المطار. واختصت المرحلة الثالثة في بناء الخط الحديدي، وأنظمة الإشارات والتحكم والتذاكر والاتصالات، وتصنيف القطارات وتصنيعها، والتشغيل والصيانة من قبل تحالف أسباني متخصص في القطارات السريعة.

## بناء المحطات والسكك الحديدية
أسهم المشروع في إعادة تخطيط وتأهيل ثمان تقاطعات رئيسية بطريق الحرمين بجدة، إضافة إلى نزع 5000 عقار، وإزالة عدد من الأحياء والمناطق العشوائية التي تقع في مساره وأماكن إنشاء محطاته. وتعد محطة مكة المكرمة الأكبر من حيث التكلفة المالية والتي بلغت 3 مليارات و 200 مليون ريال، يليها محطة جدة (وهي الأكبر كمنشأة) بتكلفة ملياري و 900 مليون ريال، ثم محطة مدينة الملك عبد الله الاقتصادية بقيمة بلغت مليارًا و 750 مليون، ثم المدينة بتكلفة مليار و 545 مليون.

## مكونات المشروع
يتكون من خطوط حديدية مكهربة تبدأ من مكة المكرمة حتى تصل إلى المدينة المنورة، بمسافة تزيد عن 450 كم، وجرى تجهيزها بأنظمة إشارات واتصالات متطورة، كما يحتوي على مراكز تشغيل وتحكم رئيسية واحتياطية، وست محطات تغذية كهربائية على طول المسار؛ لتأمين طاقة التشغيل اللازمة، و15,000 عامود كهرباء، و39 مركز محولات كهربائية، و1500 وحدة مراقبة أمنية. وتضمن المشروع إنشاء 138 جسرًا، و850 عبّارة لتصريف مياه الأمطار والسيول، و147 برج راديو GSMR، وأربع ورش صيانة فرعية.

## وجهات
قطار الحرمين السريع يربط جدة ومكة المكرمة بخط مزدوج بطول 78 كيلو مترًا، وهو ما سيختصر المسافة بين المدينتين إلى نحو 21 دقيقة، في حين يبلغ طول الخط الذي سيربط بين جدة والمدينة المنورة 410 كيلو مترات، ويختصر المسافة إلى نحو ساعتين ونصف الساعة. ويتوقع أن يكون للمشروع دور حيوي في عمليات نقل الحجاج والمعتمرين، وخاصة في مجال التخفيف من الاختناقات المرورية. يقطع القطار المسافة بين مكة المكرمة والمدينة المنورة في 4 محطات، الأولى في مكة، ثم وسط جدة، ومدينة الملك عبد الله الاقتصادية برابغ، وصولًا إلى المدينة المنورة. ويتميز بسرعة عالية تتجاوز 300 كيلومتر في الساعة.
| المحطة                          | مكة المكرمة | محافظة جدة | مطار الملك عبد العزيز | مدينة الملك عبد الله الاقتصادية | المدينة المنورة |
| ------------------------------- | ----------- | ---------- | --------------------- | ------------------------------- | --------------- |
| مكة المكرمة                     | =           | 78 كم      | 95 كم                 | 189 كم                          | 450 كم          |
| جدة                             | 78 كم       | =          | 17 كم                 | 111 كم                          | 372 كم          |
| مطار الملك عبد العزيز           | 95 كم       | 17 كم      | =                     | 94 كم                           | 355 كم          |
| مدينة الملك عبد الله الاقتصادية | 189 كم      | 111 كم     | 94 كم                 | =                               | 261 كم          |
| المدينة المنورة                 | 450 كم      | 372 كم     | 355 كم                | 261 كم                          | =               |

## تنفيذ المشروع
يقوم ائتلاف الراجحي لمشروع قطار الحرمين بتنفيذ المرحلة الأولى الجزء الأول من المشروع وتتمثل في أعمال إنشاء البنية التحتية والأعمال المدنية التي سيتم فيها قطع وحفر وبناء مسار القطار والبالغ طوله 480 كلم تقريبا من مكة المكرمة إلى المدينة المنورة مرورا بمدينة جدة، ويقوم الائتلاف بإنجاز هذا العمل بالتعاون مع كبرى الشركات المحلية والعالمية مثل (شركة السويلم ماسكو – شركة هيئة الحديد الصينية – شركة العراب للمقاولات المحدودة) بالتعاون مع مكتب شركة الاتحاد الهندسي (خطيب وعلمي) كمصمم ودار الهندسة كأستشاري مشرف على مراحل تنفيذ العمل.
تم ترسية المرحلة الثانية من المشروع على شركة الشعلة السعودية ومجموعة من الشركات الإسبانية والتي ستقوم بتنفيذ الخط الحديدي وتصنيع وتشغيل المعدات وأنظمة الاتصالات والإشارات وكهربة الخط وتوريد أسطول النقل وتشغيل وصيانة المشروع لمدة 12 سنة وإنشاء مركز تدريب متخصص وبتكلفة كلية تقارب 30 مليار ريال سعودي.

## وصلات خارجية
- الموقع الرسمي